# Francis Cabrel
Pour les articles homonymes, voir Cabrel.
Francis Cabrel, né le 23 novembre 1953 à Agen (Lot-et-Garonne), est un auteur-compositeur-interprète et guitariste français.
Il est l'un des chanteurs majeurs de la chanson française populaire depuis la fin des années 1970. Il a sorti plusieurs albums relevant principalement du genre folk, avec des incursions dans le blues ou la country. Reconnu pour ses ballades et ses chansons sentimentales, ses ventes de disques sont estimées à plus de 25 millions d'exemplaires à travers le monde,.

## Biographie

### Enfance, formation et débuts
Francis Cabrel naît à Agen, en Lot et Garonne dans une famille modeste originaire du Frioul en Italie, d'un père ouvrier dans une biscuiterie et d'une mère caissière dans une cafétéria. Il a une sœur, Martine, et un frère, Philippe. Il passe son enfance à Astaffort, en Lot-et-Garonne.
À l'âge de treize ans, il entend pour la première fois Like a Rolling Stone de Bob Dylan à la radio, une découverte qui aura une influence majeure dans sa carrière. À Noël, son oncle Freddy lui offre une guitare ; il se met ainsi à composer ses premiers morceaux afin de lutter contre sa timidité. Il reprend les chansons de Neil Young, Leonard Cohen et Bob Dylan, apprenant l'anglais en traduisant les paroles. Il racontera plus tard qu'il pensait que sa guitare lui permettait de se rendre plus intéressant aux yeux des autres. À 17 ans, il commence à monter plusieurs groupes de folk rock et chante dans les orchestres de bals, mais ses groupes ne tiennent pas longtemps.
Alors qu'il est en classe de première, il est renvoyé du lycée Bernard-Palissy d'Agen en raison de ses absences trop fréquentes. Il travaille alors, à 19 ans, comme magasinier dans un magasin de chaussures tout en jouant dans des bals locaux avec un groupe « Ray Frank et les Jazzmen ». Le groupe se renomme par la suite « les Gaulois » à cause des moustaches de chacun des membres. À cette époque, Cabrel arbore un style hippie : cheveux longs et moustache.
En juin 1974, à Toulouse, il participe à un concours de chanson de Sud Radio durant lequel se succèdent 400 candidats devant un jury composé notamment de Daniel et Richard Seff. La chanson Petite Marie, dédiée à sa femme Mariette Darjo, lui permet de remporter le concours et le prix de 2 000 francs. De plus, les frères Seff lui ouvrent les portes de la firme CBS.
Managé en début de carrière par le producteur Jacques Marouani, c'est ensuite, à partir de 1979, à Maurice Tejedor — producteur de spectacles dans le grand Sud-Ouest, avec qui il noue des liens amicaux au cours d'une mini-tournée — qu'il confie l'organisation de ses spectacles et tournées.

### Vie privée
Francis Cabrel s'est marié à Vianne en 1974 avec Mariette Darjo, décoratrice d'intérieur née le 30 mai 1953. Ils se sont rencontrés en 1970, alors qu’ils n’avaient que 17 ans. Ils ont trois filles, : Aurélie, née le 30 juillet 1986,, Manon, née en 1990 et Thiu, née au Viêt Nam et adoptée en 2004 à trois mois.
Francis Cabrel est catholique non pratiquant.

### Carrière musicale
En 1977, à l'occasion de la campagne de la « nouvelle chanson française » de la maison de disques CBS, Francis Cabrel sort son premier single, Ma ville, mais il éprouve vite le sentiment que CBS ne le laisse pas exprimer sa vraie personnalité (en témoigne la version particulière de Petite Marie du disque, qui tente de gommer l'accent méridional du chanteur, version reniée par Cabrel par la suite). Pourtant, il se produit à l'Olympia, en première partie de Dave, durant un mois et gagne le Prix du public au Festival de Spa en Belgique en 1978.
Peinant jusqu’alors à se faire connaître, Cabrel obtient finalement le succès en 1979 avec Je l'aime à mourir, titre phare de son deuxième album, Les Chemins de traverse. Ce succès est confirmé l’année suivante avec l’album Fragile, avec notamment La Dame de Haute-Savoie ou L’Encre de tes yeux, qui s’écoule à environ un million d’exemplaires, est certifié disque de diamant et permet à Francis de passer en vedette à l’Olympia les 24 et 25 novembre 1980. Toutefois, il continue à vivre en Lot-et-Garonne avec sa famille.
En 1981, il publie l’album Carte Postale. Il est de nouveau sur la scène de l’Olympia en février 1982. En 1983, il publie l’album Quelqu'un de l'intérieur. En février 1984, Cabrel enregistre à l'Olympia son premier album live nommé Cabrel public, qui est publié la même année.
Pour son sixième album Photos de voyages qui sort en 1985, il décide de changer tous ses musiciens qui formaient un groupe depuis le début : « j'avais envie d'un truc un peu plus nerveux » déclare-t-il lors d'une émission télévisée[précision nécessaire]; « Cet album m’a permis d’ouvrir mes horizons musicaux, d’aller sur un chemin plus électrique. Cela m’a pris dix ans pour en arriver là. » Le bassiste Georges Augier de Moussac témoigne par la suite qu'il a été remplacé par un pianiste « sans sentiment », mais qu'il l'a très bien compris[réf. nécessaire]. Cabrel est une nouvelle fois sur la scène de l’Olympia à l’hiver 1986.
En juillet 1986, il assiste à la naissance d'Aurélie, sa première fille, qui lui inspire la chanson Il faudra leur dire. Il la publie la même année et le titre, qui est un succès, reste quinze semaines dans le top 10 du classement des ventes.
À partir de la deuxième moitié des années 1980, les albums de Cabrel s'espacent, mais grâce à ses succès, il peut réaliser comme il le souhaite l'album Sarbacane, imposant par exemple le réalisateur de clips Maxime Ruiz que la maison de disques avait renvoyé l'année précédente. L'album sort en 1989 après presque trois ans de silence, c'est un énorme succès, notamment grâce aux titres Sarbacane et C'est écrit.
À partir de la fin des années 1980, il se consacre davantage à sa famille et son village. Il crée en 1988 les Rencontres d'Astaffort, festival musical et culturel qui réunit chaque année des milliers de passionnés de guitare (luthiers ou musiciens). Il produit aussi de jeunes talents sur son label Cargo. En 1989, il devient conseiller municipal d’Astaffort, et il assiste en 1990 à la naissance de sa deuxième fille.
Le 6 avril 1994 sort l'album Samedi soir sur la Terre. Certifié disque de diamant et vendu à plus de 3 millions d'exemplaires, cet album est le plus grand succès de l'artiste et l’un des plus vendus en France, grâce à des titres comme La Corrida, La Cabane du pêcheur, Je t'aimais, je t'aime, je t'aimerai ou Octobre.
En 1997, Claude Gassian sort un ouvrage consacré au chanteur, intitulé Hors-saison. Au printemps 1999, Francis Cabrel sort l’album du même nom qui, porté par le succès de plusieurs singles (Presque rien, Le Reste du temps, Hors-saison, Le Monde est sourd), prend la tête du Top Albums France dès sa sortie, pour onze semaines consécutives. Il devient ainsi l’album le plus vendu de cette année en France et obtient un disque de diamant, avec près de deux millions d’exemplaires vendus.
Fin 2000, parait le triple album live Double Tour proposant les récitals des tournées Hors-saison (1999) et Samedi soir sur la Terre (1996).
Un nouvel album studio nommé Les Beaux Dégâts sort en mai 2004. Cette même année, sa famille s'agrandit avec Thiu, adoptée au Viêt Nam.
En 2006, il produit et collabore à l'illustration musicale de Le Soldat rose, une œuvre écrite par Louis Chedid et Pierre-Dominique Burgaud qui réunit plusieurs célébrités.

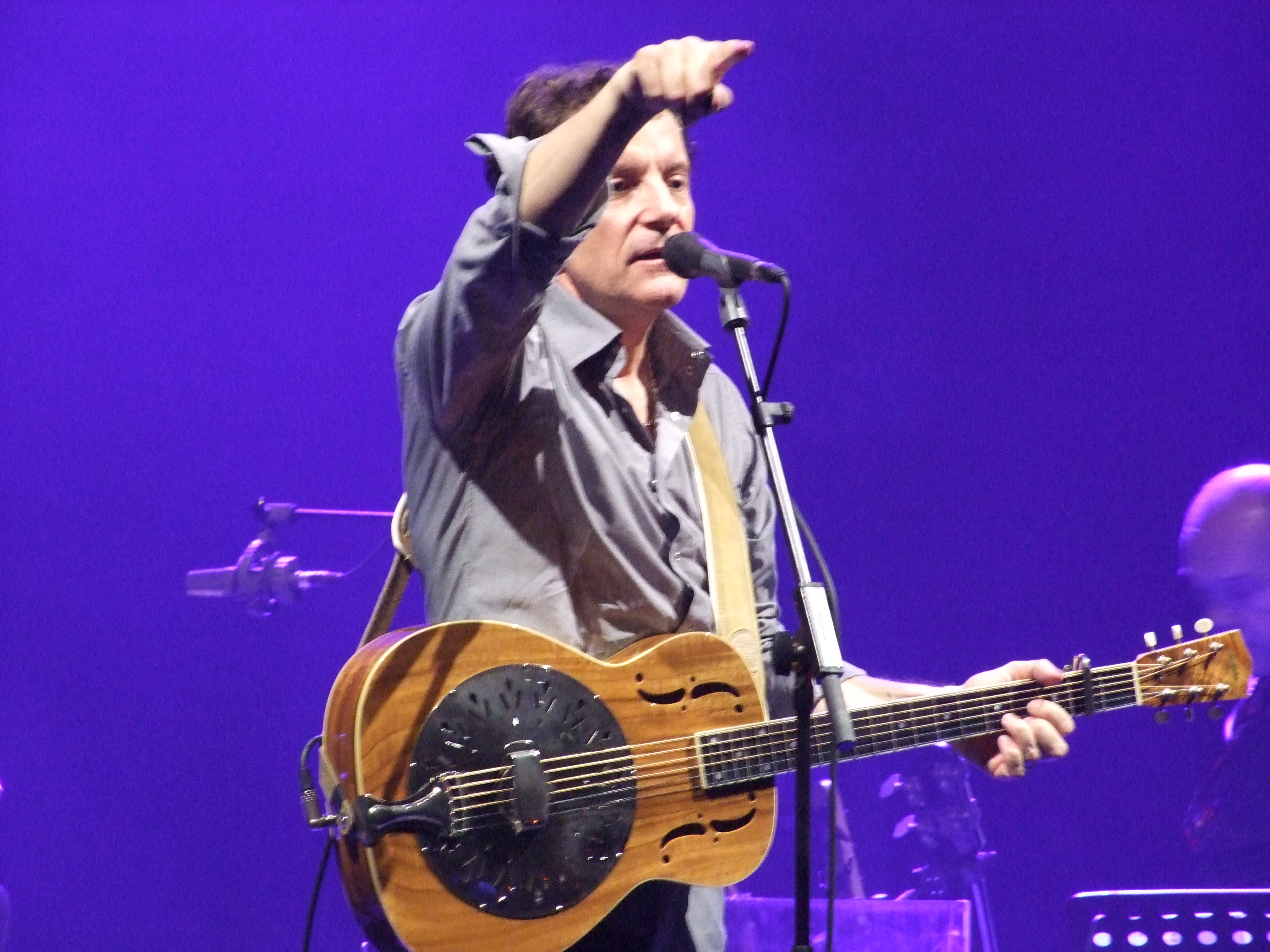
Francis Cabrel lors d'un concert à Bruxelles en 2008.

Le 31 mars 2008, sort Des roses et des orties. Cette année, il est en tête des ventes de disques et de chiffre d'affaires en France, réalisant le double de son suivant Bénabar.
Son disque Vise le ciel (2012) est son 12e album studio. Il est uniquement composé de reprises de chansons de Bob Dylan.
Le 27 avril 2015, après sept ans d'absence sur scène, il sort son 13e album, In extremis. Cet album sera suivi d'une tournée en France, en Suisse et en Belgique à l'automne 2015, puis au Canada à partir du printemps 2016.
En 2017 il reprend sa chanson La Corrida en duo avec le chanteur Algérien Idir dans l'album Ici et ailleurs de ce dernier où il chante quelques passages en Kabyle.
En 2020, il sort son 14e album studio À l'aube revenant, qui contient la chanson Te ressembler en hommage à son père.
Également en 2020, Francis Cabrel et le guitariste Denys Lable ont exhumé des enregistrements audio et vidéo réalisés pendant la tournée Rock’n’roll show de 1990, qui avait duré environ deux mois, traversé de nombreuses villes, et rempli durant une semaine au Bataclan, où elle se termina le 6 octobre 1990. Cette tournée avait associé de manière originale Francis Cabrel à Dick Rivers, accompagnés de musiciens de premier plan regroupés sous le nom Les Parses (Denys Lable, Bernard Paganotti, Denis Benarrosh, Claude Engel, Patrick Verbeke, Guy Delacroix, Slim Batteux…). Aztec Musique en a tiré 19 titres, publiés sous différents formats (CD, double vinyle) ainsi qu'un DVD du concert du Bataclan,.

### Particularités
Francis Cabrel connaît très bien le répertoire de Bob Dylan dont il est un fan fidèle. Il n'a cependant jamais enregistré de chansons en anglais, préférant proposer des adaptations françaises de ses titres préférés.
Par ailleurs, il enregistre régulièrement des adaptations en espagnol de ses titres, notamment dans les albums La quiero a morir (1980), Todo aquello que escribí (1981), Algo más de amor (1990 et 1998).
Il a aussi enregistré en italien Je l'aime à mourir (Io l'amo cosi) et Je rêve (Quando il giorno verrà).
Sans se considérer comme collectionneur, Francis Cabrel vit entouré de guitares, dont il « joue au gré de [s]es humeurs ».

#### La langue occitane
Francis Cabrel chante dans la langue occitane qu'il a entendue fréquemment dans sa jeunesse, bien que disant lui-même ne pas parler occitan.
Il a ainsi chanté en 2008 sur la chanson Giours du groupe Corou de Berra sur leur album 10, puis une chanson pour l'Estivada, plus grand festival musical de chansons occitanes, et a chanté avec d'autres chanteurs de toute l'aire linguistique de l'occitan comme Nadau ou encore Peiraguda,.
En reprenant la mélodie du Se Canta occitan dans son album In Extremis, il va d'ailleurs inspirer Kendji Girac qui parle cette langue.
Il continue de chanter en occitan, y compris dans ses derniers albums, dont celui de 2020 À l'aube revenant, inspiré de l'œuvre des troubadours, qui comprend Rockstars du Moyen Âge, une chanson à moitié en occitan. Les textes qu'il chante en occitan sont écrits par son ami Jean Bonnefon. Le chanteur signale à l'occasion d'interviews à propos de cet album son attachement à la langue occitane et à ses défenseurs : « les gens se battent pour la langue occitane, et je suis à leurs côtés ».

## Engagements

### Association Voix du Sud
Le 28 juillet 1993, Francis Cabrel fonde « Voix du Sud » à Astaffort. Cette association loi de 1901 est un organisme de formation qui réalise, depuis octobre 1994, les « Rencontres d'Astaffort », des stages de formation professionnelle s'adressant aux jeunes auteurs, compositeurs et interprètes de chansons, qui se tiennent tous les six mois. L'association est présidée par Jean Bonnefon depuis 2007.
Ces rencontres rassemblent une vingtaine de jeunes artistes comme Antoine Villoutreix qui, pendant quinze jours, vont écrire plus de quarante chansons. Quinze d'entre elles seront sélectionnées et mises en musique, pour être ensuite jouées au public du Music-halls, une salle de spectacle à Astaffort. Chaque année, un artiste reconnu vient parrainer ces rencontres, qui soutient et conseille les jeunes qui participent aux rencontres. Parmi eux, on peut citer Renan Luce, Zaho, Maxime Le Forestier, Thomas Dutronc, Emily Loizeau ou encore Alain Souchon.
Stéphan Rizon est le premier lauréat de l'édition 2007. En 2011, Francis Cabrel met en scène L'Enfant-Porte, une comédie musicale pour enfants écrite en collaboration avec les jeunes ayant participé aux Rencontres d'Astaffort.

### Divers
- Francis Cabrel est proche de la vie politique de la commune d'Astaffort. Il a en effet été conseiller municipal de mars 1989 à 2004.
- Dès 1985, il s'investit dans de nombreuses œuvres caritatives, avec sa chanson Il faudra leur dire, qui sert de support à un petit film sur la leucémie, puis avec Sol En Si, Les Enfoirés, Noël ensemble, Urgence : 27 artistes pour la recherche contre le sida. Francis Cabrel a également donné un concert de soutien aux sinistrés de la Nouvelle Orléans en 2006.
- Il manifeste son engagement contre la tauromachie dans la chanson La Corrida, qui donne la parole à un taureau et dénonce ce spectacle.
- En 2006, il doit annuler deux concerts en Nouvelle-Calédonie, prévus les 26 et 27 octobre, à la suite de graves menaces anonymes lui reprochant des propos tenus lors de la prise d'otages d'Ouvéa. Il avait notamment déclaré : « J'ai beaucoup de sympathie pour le mouvement kanak et je sais qu'un jour les Blancs se retrouveront dans des bateaux ou des avions : et ce sera bien fait pour leur gueule. Les Français peuvent s'en aller tranquilles : ils sont bourrés de blé. Ils ont saigné le pays. Les Kanaks n'ont pas un rond et même pas l'instruction nécessaire pour combattre… Les Français n'ont rien à faire en Nouvelle-Calédonie, pour moi c'est clair ! Ils ont des bateaux, des planches à voile, des magasins partout sur l'île, des maisons à Perpignan… Je le sais, j'ai parlé avec eux[50]. »
- Cette même année, Francis Cabrel, comme 52 autres artistes, signe un manifeste en faveur du projet de loi dit Hadopi[51].
- En 2022, il soutient le projet Stars & Lycéens au profit de la Croix-Rouge française : un livre réalisé pendant la pandémie de Covid-19 par des élèves de Montpellier sous la direction de leur professeur de français Patrick Loubatière[52].

## Discographie

### Albums studio
- 1977 : Les Murs de poussière
- 1979 : Les Chemins de traverse
- 1980 : Fragile
- 1981 : Carte postale
- 1983 : Quelqu'un de l'intérieur
- 1985 : Photos de voyages
- 1989 : Sarbacane
- 1994 : Samedi soir sur la Terre
- 1999 : Hors-saison
- 2004 : Les Beaux Dégâts
- 2008 : Des roses et des orties
- 2012 : Vise le ciel
- 2015 : In extremis
- 2020 : À l'aube revenant

### Albums en public
- 1984[53] : Cabrel public
- 1991 : D'une ombre à l'autre
- 2000 : Double Tour
- 2005 : La Tournée des bodegas
- 2009 : La Tournée des roses et des orties
- 2016 : L'In extremis tour
- 2020 : Rock'n'roll Show (Dick Rivers, Francis Cabrel & Les Parses), enregistré en 1990
- 2021 : Trobador tour

### Compilations
- 1987 : Cabrel 77-87
- 1998 : Algo más de amor
- 2003 : Aniversario
- 2007 : L'Essentiel 1977-2007
- 2017 : L'Essentiel 1977-2017

### Participations

#### En tant qu'interprète
- 1985 : participation au titre SOS Éthiopie avec le collectif Chanteurs sans frontières.
- 1992 : reprise de Quand j'aime une fois, j'aime pour toujours de Richard Desjardins sur l'album Urgence : 27 artistes pour la recherche contre le sida.
- 1992 : reprise de Les Passantes sur l'album hommage collectif Chantons Brassens.
- Entre 1992, 1994, de 1996 à 1998, de 2000 à 2004, de 2006 à 2008 et 2010  : participations régulières aux spectacles des Enfoirés.
- Depuis 1993 : participations aux albums et aux concerts au profit de l'association Sol En Si.
- 1996 : reprise de la chanson Prisonnier de l'inutile sur l'album hommage à Gérard Manset Route Manset.
- 1996 : nouvelle version de sa chanson Sarbacane sur l'album Merci d'être venus de Jean-Jacques Milteau.
- 1997 : chanson Tandem en duo avec Vanessa Paradis sur l'album Le Zénith des Enfoirés.
- 1997 : chanson Yo vengo a ofrecer mi corazon en duo avec Mercedes Sosa sur son album Algo más de amor ainsi que sur The Best of Mercedes Sosa (Polygram, 1997).
- 2000 : reprise de Petite Angèle de Daniel Balavoine sur l'album collectif Hommages….
- 2002 : reprise de la chanson La Complainte de la butte en duo avec Patrick Bruel sur son album Entre deux.
- 2003 : chansons Si c'est vraiment bien (en duo avec Benoît Poelvoorde) et Je me croyais fort (avec Axel Bauer et Zazie), sur l'album caritatif Sol En Cirque.
- 2004 : chanson Des nuits trop longues en duo avec Michael Jones sur son album Prises et Reprises.
- 2006 : chanson Gardien de nuit dans le conte musical Le Soldat rose de Louis Chedid et Pierre-Dominique Burgaud.
- 2006 : reprise de la chanson Le Loir-et-Cher en duo avec Michel Delpech sur son album Michel Delpech &....
- 2006 : duo sur la chanson Cash City en duo avec Luc de Larochellière sur son album Voix croisées.
- 2008 : chanson Pas question d'aventure en duo sur l'album Duos Dubois de Claude Dubois.
- 2008 : chanson Giours avec le groupe Corou de Berra sur leur album 10.
- 2009 : chanson Dans le souffle du vent avec Hugues Aufray sur l'album New Yorker.
- 2010 : chanson Tout reste à faire avec Souad Massi sur l'album Ô Houria.
- 2011 : chanson Les filles à quoi ça sert ? avec Jean-Jacques Goldman, Alain Souchon et Bénabar, pour la BOF Titeuf le film de Zep.
- 2011 : chanson Femmes de légende en duo avec Beverly Jo Scott dans l'album Very Intimes Poteaux de Soldat Louis.
- 2011 : chanson Guantanamera avec Nana Mouskouri sur l'album Rendez-vous.
- 2012 : chanson For No One sur l'album hommage aux Beatles Fab Forever.
- 2013 : chanson La Traversée sur l'album Funambule de Grand Corps Malade.
- 2013 : chanson Keep on Rollin’ sur l'album 40-60 de Michael Jones.
- 2013 : Le Fantôme, dans le spectacle le Soldat rose 2 ; Tournée en 2014 avec toute la troupe.
- 2015 : On nous cache tout, on nous dit rien, reprise de Jacques Dutronc sur l'album Joyeux anniversaire M'sieur Dutronc.
- 2015 : reprise de Fortunatu, en duo avec Petru Guelfucci sur l'album Corsu Mezu Mezu.
- 2015 : chanson A l'air libre, en duo avec Bastien Lanza sur l'album 2h du mat.
- 2016 : L'arbre de Noël, en duo avec Serge Lama, sur l'album Où sont passés nos rêves.
- 2017 : duo avec le chanteur kabyle Idir dans La Corrida en partie traduite en kabyle, Ddunit-agi d aɣurru.
- 2018 : duo avec Marcel Amont sur Le Chapeau de Mireille, dans l’album par dessus l’épaule.
- 2019 : Souffrir par toi n'est pas souffrir, en duo avec Julien Clerc, sur l'album Duos.
- 2020 : Rockn'Roll Show  avec Dick Rivers, et Les Parses.
- 2022 : Trèfle avec Bigflo et Oli sur l'album Les autres c'est nous.
- 2024 : Un homme heureux, reprise de William Sheller en duo avec Julien Doré sur l'album Imposteur.

#### En tant qu'auteur-compositeur
- 1986 : chanson Quand tu pars pour Rose Laurens (paroles)
- 1989 : adaptation en français de la chanson Rosie de Jackson Browne pour son album Sarbacane.
- 1993 : Prévenez les anges - Daniel Seff
- 1999 : adaptation en français de la chanson I've Been Loving You Too Long d'Otis Redding (Depuis toujours, album Hors-saison)
- 2000 : chanson Qui à part nous pour Maurane (paroles et musique), album Toi du monde.
- 2003 : chanson Peut être que peut être pour Patricia Kaas, album Sexe fort.
- 2004 : chanson Une autre vie pour Isabelle Boulay.
- 2004 : adaptation en français de Walking in Memphis de Marc Cohn, sous le titre Marcher dans Memphis, pour Michael Jones, album Prises et Reprises.
- 2008 : chanson Je m'arrête là pour Johnny Hallyday, album Ça ne finira jamais.
- 2011 : L'Enfant-Porte (conte musical jeune public - composition et direction artistique)
- 2013 : composition de la musique du spectacle Le Soldat rose 2, écrit par Pierre-Dominique Burgaud, et illustré par Sandrine Deniau.
- 2014 : chanson Je te pardonne pour Garou (paroles et musique), album Au milieu de ma vie.
- 2014 : chansons Le Rôle du rock (paroles et musique), Paris-Vintimille (paroles) et L'amour m'attendait là (adaptation de Make You Feel My Love de Bob Dylan) pour Dick Rivers, album Rivers.
- 2016 : chanson Plus qu'ailleurs pour Céline Dion (coécrite avec Serge Lama), album Encore un soir.
- 2016 : chansons Les Muses (musique), Golgotha (musique) et L’arbre de Noël (musique co-composée avec Serge Lama) pour Serge Lama, album Où sont passés nos rêves.

### Singles

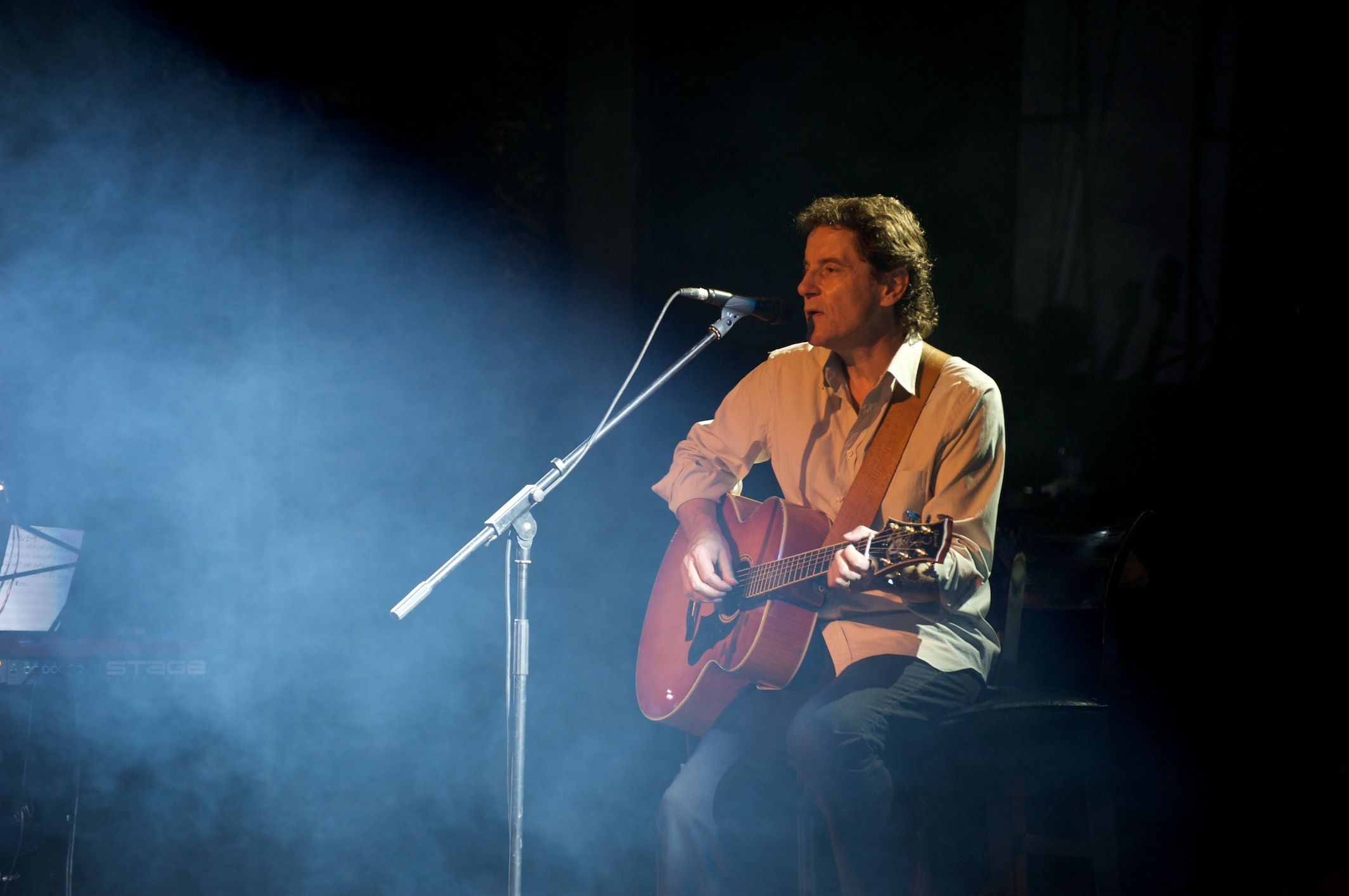
Francis Cabrel en concert à l'Opera House d'Hanoi en 2009.

| Année | Titre                                                  | Album                                   |
| ----- | ------------------------------------------------------ | --------------------------------------- |
| 1977  | L'Instant d'amour                                      | Les Murs de poussière                   |
| 1977  | Petite Marie / Ami                                     | Les Murs de poussière                   |
| 1978  | Pas trop de peine / Au matin des mauvais jours         | Les Murs de poussière                   |
| 1978  | Les Murs de poussière / Ami                            | Les Murs de poussière                   |
| 1979  | Je l'aime à mourir / Les chemins de traverse           | Les Chemins de traverse                 |
| 1979  | Je rêve                                                | Les Chemins de traverse                 |
| 1980  | je pense encore à toi                                  | Fragile                                 |
| 1980  | L ' Encre de tes yeux                                  | Fragile                                 |
| 1981  | La Dame de Haute-Savoie                                | Fragile                                 |
| 1981  | Carte postale                                          | Carte postale                           |
| 1982  | Répondez-moi / Ma place dans le trafic                 | Carte postale                           |
| 1983  | La Fille qui m'accompagne                              | Quelqu'un de l'intérieur                |
| 1984  | Question d'équilibre                                   | Quelqu'un de l'intérieur                |
| 1984  | Saïd et Mohammed                                       | Quelqu'un de l'intérieur                |
| 1985  | Encore et encore                                       | Photos de voyages                       |
| 1985  | Tourner les hélicos                                    | Photos de voyages                       |
| 1986  | Je te suivrai                                          | Photos de voyages                       |
| 1986  | Il faudra leur dire (Cabrel et les enfants)            | Cabrel 77-87                            |
| 1989  | Sarbacane                                              | Sarbacane                               |
| 1989  | C'est écrit                                            | Sarbacane                               |
| 1989  | Animal                                                 | Sarbacane                               |
| 1990  | Tout le monde y pense                                  | Sarbacane                               |
| 1991  | Petite Marie (live) / Chauffard (live)                 | D'une ombre à l'autre                   |
| 1994  | Je t'aimais, je t'aime, je t'aimerai                   | Samedi soir sur la Terre                |
| 1994  | La Cabane du pêcheur                                   | Samedi soir sur la Terre                |
| 1994  | La Corrida                                             | Samedi soir sur la Terre                |
| 1995  | Octobre                                                | Samedi soir sur la Terre                |
| 1995  | Samedi soir sur la Terre                               | Samedi soir sur la Terre                |
| 1997  | Vengo a ofrecer mi corazón (en duo avec Mercedes Sosa) | Algo más de amor                        |
| 1999  | Presque rien                                           | Hors-saison                             |
| 1999  | Le Reste du temps                                      | Hors-saison                             |
| 1999  | Hors-saison                                            | Hors-saison                             |
| 2000  | Le monde est sourd                                     | Hors-saison                             |
| 2000  | Ma place dans le trafic (live)                         | Double Tour                             |
| 2004  | Bonne Nouvelle                                         | Les Beaux Dégâts                        |
| 2004  | Qu'est-ce que t'en dis ?                               | Les Beaux Dégâts                        |
| 2004  | Tu me corresponds                                      | Les Beaux Dégâts                        |
| 2005  | Les Gens absents                                       | Les Beaux Dégâts                        |
| 2005  | Je pense encore à toi (live)                           | La Tournée des bodegas                  |
| 2006  | Gardien de nuit                                        | Le Soldat Rose                          |
| 2007  | Le Gorille                                             | L'Essentiel 1977-2007                   |
| 2008  | La Robe et l'Échelle                                   | Des roses et des orties                 |
| 2008  | Le Chêne liège                                         | Des roses et des orties                 |
| 2009  | Des hommes pareils                                     | Des roses et des orties                 |
| 2009  | Né dans le bayou                                       | Des roses et des orties                 |
| 2009  | Les Cardinaux en costume (live)                        | La tournée des roses & des orties (DVD) |
| 2012  | Comme une femme (Just Like a Woman)                    | Vise le ciel                            |
| 2012  | Je te veux (I Want You)                                | Vise le ciel                            |
| 2015  | Partis pour rester                                     | In extremis                             |
| 2015  | Dur comme fer                                          | In extremis                             |
| 2015  | À chaque amour que nous ferons                         | In extremis                             |
| 2016  | Le pays d’à côté                                       | In extremis                             |
| 2017  | Le Fils unique                                         | L'Essentiel 1977-2017                   |
| 2020  | Te ressembler                                          | À l'Aube revenant                       |
| 2021  | Peuple des fontaines                                   | À l'Aube revenant                       |
| 2021  | À l'aube revenant                                      | À l'Aube revenant                       |
| 2021  | Rockstars du Moyen Âge                                 | À l'Aube revenant                       |
| 2023  | Un morceau de Sicre                                    |                                         |

## Distinctions
Artiste ayant vendu le plus grand nombre de billets de concert à Tahiti.

### Prix
- 1990 : Victoire de la musique de l'artiste interprète masculin.[réf. souhaitée]
- 2010 : Grande médaille de la chanson française par l'Académie française[3],[55].

## Décorations

### Nationales
- Chevalier de l'ordre national du Mérite (1997)[56]
- Commandeur de l'ordre des Arts et des Lettres (2000)[57]

### Étrangères
- Officier de l'ordre de la Couronne (2014)[58]

## Hommages
- Francis Cabrel a sa marionnette aux Guignols de l'info[59]. Il y est surnommé la « grand-mère à moustache » et la phrase fétiche de sa marionnette est « C'était mieux avant »[60]. Le chanteur n'avait pas apprécié cette caricature faite par les Guignols[59].
- En 1997, DLG (Dark Latin Groove), un boys band new-yorkais reprend sa chanson Je l'aime à mourir, La quiero a morir en version salsa.
- En 1998, 12 artistes reprennent ses chansons dans Ils chantent Francis Cabrel, éditions Atlas :
  - Octobre (Guesch Patti) ;
  - Encore et encore (Herbert Léonard) ;
  - C'est écrit (Guy Béart) ;
  - Sarbacane (Gérard Blanc) ;
  - Je pense encore à toi (Lio) ;
  - Petite Marie (Frank Noël) ;
  - L'Encre de tes yeux (Juliette Gréco) ;
  - La Dame de Haute-Savoie (Michel Delpech) ;
  - Je l'aime à mourir (Nicolas Peyrac) ;
  - La Cabane du pêcheur (Murray Head) ;
  - Samedi soir sur la Terre (Léo Basel) ;
  - Il faudra leur dire (Serge Reggiani).
- Fin 1998, le boys band français Alliage reprend Je l'aime à mourir.
- Fin 2007, Johnny Hallyday reprend Sarbacane dans son album Le cœur d'un homme.
- En 2011, le groupe espagnol Jarabe de Palo reprend La Quiero a Morir dans son album Y Ahora Que Hacemos, avec Alejandro Sanz.
- En 2012, la chanteuse Shakira reprend sa chanson Je l'aime à mourir, à la fois en français et en espagnol, qui devient un grand succès autour du monde[61].
- En 2012, 12 chanteuses reprennent ses chansons dans Elles chantent Cabrel, éditions EDC musique :
  - Je t'aimais, je t'aime, je t'aimerai (Mélanie Renaud) ;
  - Petit Marie (Annie Villeneuve) ;
  - C'est écrit (Marie-Elaine Thibert) ;
  - L'encre de tes yeux (Andrea Lindsay) ;
  - C'était l'hiver (Marie-Chantal Toupin) ;
  - Je l'aime à mourir (Ariane Brunet) ;
  - Le reste du temps (Emilie Lévesque) ;
  - Il faudra leur dire (Natalie Choquette, Les Voix Boréales) ;
  - Répondez-moi (Annie Blanchard) ;
  - Saïd et Mohamed (Joe Bocan) ;
  - Tournez les hélicos (Linda Racine) ;
  - Encore et encore (Anik Jean)
- En 2014, La Corrida est réinterprétée par Tryo dans un album de reprises, Né quelque part.
- En 2015, la chanson Octobre est reprise par Lilian Renaud (The Voice) dans son album Le Bruit de l'aube.

## Autre activité économique
Francis Cabrel est propriétaire foncier et possède le statut d'exploitant agricole à Astaffort. Il a donné en gestion sa propriété viticole à son frère Philippe, vigneron.

### Émission de radio
- Witold Langlois, "Francis Cabrel", Ça fait pop !, RTS Première, 2024